# Anisoneura
Anisoneura is een geslacht van vlinders van de familie spinneruilen (Erebidae), uit de onderfamilie Catocalinae.

## Soorten
- A. aluco Fabricius, 1775
- A. depressa Hulstaert, 1924
- A. inermis Tams, 1924
- A. salebrosa Guenée, 1852
- A. zeuzeroides Guenée, 1852